# Дрил
Дрил (лат. Mandrillus leucophaeus) је врста примата (Primates) из породице мајмуна Старог света (Cercopithecidae).

## Распрострањење
Врста има станиште у југозападном Камеруну, Нигерији и на острву Биоко у Екваторијалној Гвинеји.

## Станиште
Дрил има станиште на копну.

## Подврсте
Посоје две подврсте дрила:

## Угроженост
Ова врста се сматра угроженом.

### Популациони тренд
Популациони тренд је за ову врсту непознат.